# Дом Я. М. Порозова
Дом Я. М. Порозова (Белая гимназия)  — историческое здание в Опочке, Псковская область. Расположено на углу улиц Ленина и Коммунальной (бывших Великолуцкой и Новоржевской), современный адрес — улица Ленина, 20. Объект культурного наследия России федерального значения. По оценкам специалистов, это одно из лучших зданий Опочки. Незаурядный памятник архитектуры русского классицизма.

## История
Дом опочецкого купца Якова Минича Порозова был построен в 1810-х годах по проекту неизвестного архитектора. Главный фасад дома воспроизводит один из «образцовых фасадов» (№70), опубликованных в 1809 году в «Собрании фасадов... апробированных для частных строений в городах Российской империи. Альбом второй». В отличие от образцового фасада, у порозовского дома более высокий, чем предусмотрено в проекте, первый этаж, с прямоугольными окнами вместо квадратных.
Л. И. Софийский называет этот дом резиденцией генерал-губернатора З. Г. Чернышева и относит даты его постройки к 1770-м годам. Однако это не подтверждается документальными данными. План Опочки 1778 года показывает только 2 каменных здания в городе – Городской корпус и Присутственные места. Граф Чернышёв прожил в Опочке менее года, его жилище было деревянным. К тому же имеется определённое известие, что дом Якова Порозова был построен «на купленном месте у помещиц Александры Венковой, Веры Розевичевой, Софьи Черкасовой и Надежды Бухвостовой».
В августе 1822 в доме на несколько часов останавливался Александр I, проезжавший через Опочку. Существует гипотеза, что в доме Порозовых бывал А. С. Пушкин.
В 1861 году дом был выкуплен городом. Во 2 этаже здания разместилось малое женское училище, так называемая женская прогимназия имени А. С. Пушкина, которая позднее в 1910 году из 4-х классной прогимназии была преобразования в гимназию. К 1912 году это было единственное среднее учебное заведение в Опочецком уезде. 
На втором этаже дома помещалось три 
старших класса гимназии, рекреационный зал, библиотека, учительская и прихожая, в нижнем этаже были две комнаты для раздевания и прихожая. В деревянном флигеле, состоящем из трёх комнат и прихожей, помещалась швейная мастерская. Половина верхнего этажа каменного 
надворного флигеля была отведена под приходское училище, а другая половина — под квартиру начальницы гимназии; в половине нижнего этажа помещались педагогические курсы.
В 1874 году по ходатайству городского головы Н. И. Куколькина на 1 этаже дома был открыт городской общественный банк. В феврале 1919 года в помещении банка разместился Опочецкий отдел ЗАГСа.
В 1923 на базе бывшей женской гимназии была создана школа второй ступени с педагогическим уклоном. В августе 1930 школа становится агропедагогическим техникумом, в 1935 он преобразован в педагогический техникум, с 1936 — педагогическое училище.
В середине 1920-х годов в здании проходили первые вечера местного отделения Общества друзей Государственного заповедника «Пушкинский уголок».
Здание имело традиционную расколеровку: белённые известью стены и выкрашенный «дикой» краской цоколь. Вероятно, благодаря этому здание получило неофициальное название Белая гимназия. 
Во время оккупации Опочки немецко-фашистскими войсками в 1941—1944 годах в здании размещалась хозяйственная комендатура, а в общежитии во дворе — военная комендатура. Материальная база, богатая библиотека педучилища были разграблены оккупантами.
В настоящее время в доме размещаются учебные классы Опочецкого педагогического колледжа, для которых вплотную со зданием XIX века в начале 1970-х годов построено новое здание, соединённое со старым лестничной клеткой.

## Архитектура
Главный фасад дома выходит на улицу Ленина. Основной объём памятника — двухэтажный кирпичный дом, под вальмовой кровлей, дворовый фасад которого, соответственно главному имеет трёхчастный в плане ризалит. Центральная часть его решена полуротондой — главным парадным входом в дом. Нижний этаж дома составляют 10 хорошо сохранившихся первоначальных помещений, перекрытых сомкнутыми сводами с распалубками при высоте помещений 3,0—3,2 м. Помещения анфиладно соединены. Видимо, нижний этаж первоначально был служебным: здесь размещались кухня, жилье прислуги. В верхнем этаже дома также хорошо сохранилась первоначальная планировка. В нём располагались парадные и жилые помещения. Парадная анфилада комнат — вдоль главного фасада. Ложному ризалиту в плане отвечает просторный зал. Подъём в верхний этаж — по лестнице в дворовом ризалите. Перед ней же — сообщение с нижним этажом. Кроме лестницы, в ризалите расположены ретирады и лестница на чердак. Чердак высокий, светлый; сохранил первоначальные конструкции крыши и дымовые трубы. Строительный материал дома — кирпич. Толщина стен 1 этажа — 0,9—1,0 м; 2 этажа — 0,7—0,8 м. Основные габариты здания: 22,5х15,0 м.
Фасады здания сохранили строгий первоначальный декор. Высокий цоколь служит основанием окон нижнего этажа. Все фасады здания опоясаны междуэтажной и подоконной верхнего этажа тягами, завершены многообломным венчающим карнизом классического профиля. Главный фасад здания в 7 осей. Широкий ложный ризалит в 3 оси завершён фронтоном. Центральная ось фасада выделена: в нижнем этаже — римским полуциркульным окном с двумя импостами, в верхнем — тройным Палладиевым окном в плоской квадратной нише и во фронтоне — широким полуциркульным проёмом. Над окнами ризалита по сторонам тройного окна устроены плоские филенки. В целом декор и композиция главного фасада соответствует образцовому проекту, опубликованному в 1809 году. Ризалит дворового фасада завершён трапециевидным фронтоном с тремя узкими слуховыми окнами. Полуротонда имеет собственный карниз, пониженный по отношению к основному, завершена конической кровлей. Главный вход в дом сохранил дубовую распашную дверь с накладными деталями в виде широких каннелированных пилястров, закругленная в плане по форме ризалита.
Несмотря на 200-летнее существование памятника, немногие перестройки и утраты лишь незначительно исказили его первоначальный облик. В основе своей планировки он остался прежним. Первый этаж дома, перекрытый, в основном, сомкнутыми сводами и многочисленными распалубками, дошел до нас в нетронутом виде, если не считать нескольких заложенных позднее и хорошо читаемых в натуре оконных и дверных проёмов в интерьере и на фасадах. Несколько искажён переделками главный подъезд дома. Второй этаж дома крупных изменений не претерпел. Несколько окон заложено, один оконный проём растёсан в дверной (на южном торце дома в месте соединения нового здания педучилища с домом XIX века), устроено множество деревянных перегородок — разделов на музыкальные классы. Полностью утрачены печи, по-видимому, первоначально кафельные или изразцовые. В настоящее время печи круглые в металлических кожухах. На чердаке дома сохранились старые дымовые трубы. В центральном парадном помещении второго этажа ниши под окнами скрыты поздней деревянной обшивкой.
Интерьер здания имеет неплохую сохранность. В нижних этажах во всех помещениях — сомкнутые и цилиндрические лучковые своды с лучковыми же распалубками. В парадной анфиладе верхнего этажа сохранился многообломный классицистический потолочный карниз. В прочих же помещениях верхнего этажа карниз намного скромнее. Оконные проемы имеют большой рассвет внутрь, почти везде сохранились толстые первоначальные подоконники. Подоконные стенки в верхнем этаже заглублены. В некоторых окнах нижнего этажа сохранились переплёты конца XIX века. Дверные проёмы также имеют значительный просвет. Колоды прислонные, откосы некоторых проемов 2 этажа сохранили филенчатую обделку. Распашная филенчатая дверь уцелела только одна. В парадных помещениях — пол из широких досок во фриз. Хорошо сохранились все элементы лестничной клетки: сама одномаршевая лестница, довольно крутая, с филенчатым ограждением, пол и ограждение площадок, филенчатые двери в ретираду и на черную лестницу на чердак, обшитый короб справа от марша с прорезью, очевидно, для писем. В одной из комнат верхнего этажа устроены 2 стенных шкафа. У одного дверцы филенчатые, у другого — плотницкой работы, обиты железом.
Во дворе дома сохранились современные ему одноэтажные службы и льнотрепля, со сводами в подвальном этаже, в бытность здесь прогимназии переделанные под жильё.